# Plage de la Vignasse, les Îles d'Or
Plage de la Vignasse, les Îles d'Or est un tableau réalisé en 1891-1892 par le peintre français Henri-Edmond Cross.

## Description
Cette peinture à l'huile sur toile représente un paysage de dunes à Bormes-les-Mimosas face aux Îles d'Hyères.
Le tableau est signé henri Edmond Cross en bas à gauche.

## Détails
La technique untilisée par Cross, est celle du pointillisme, ou divisionnisme.

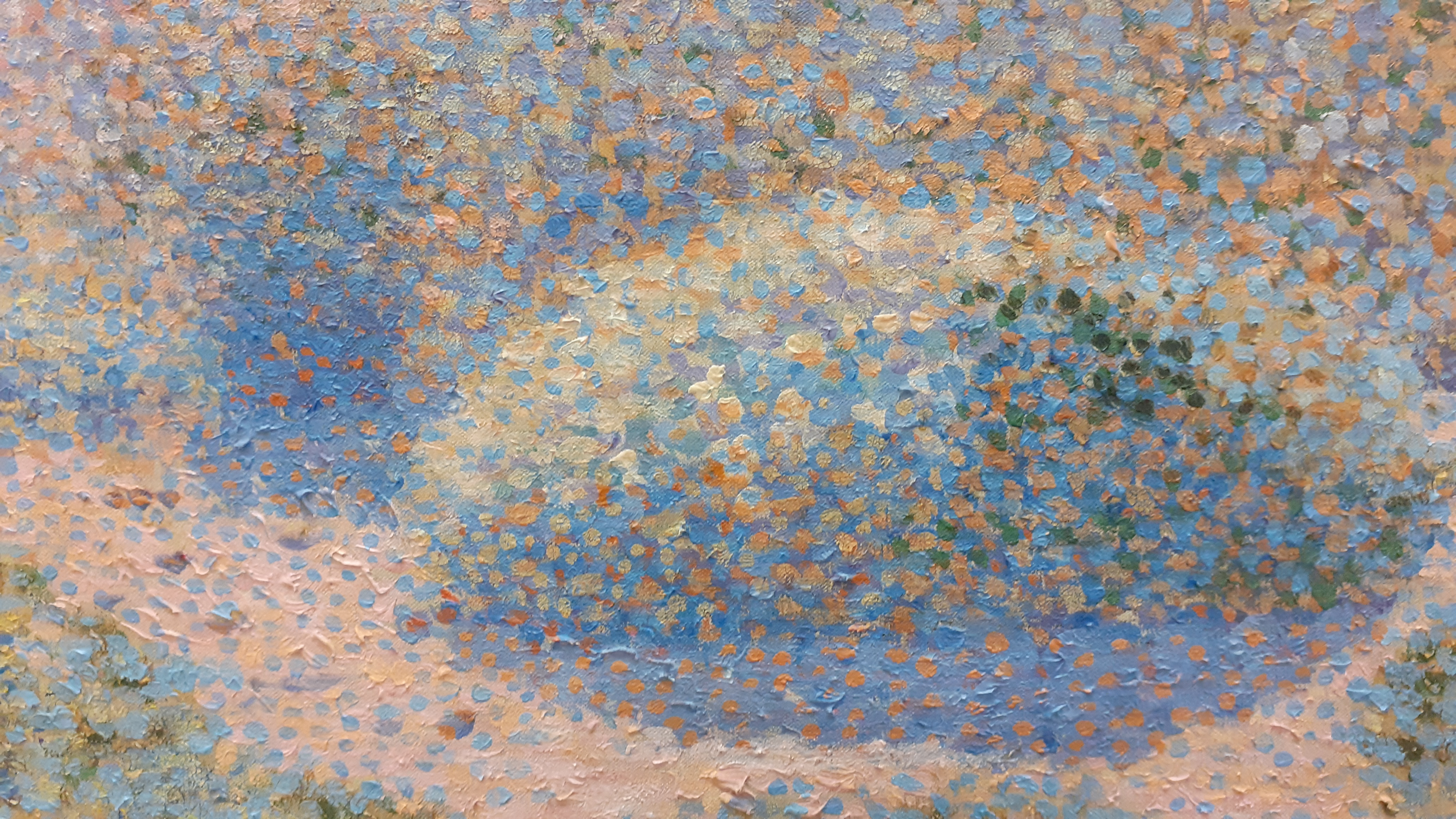
Détail du buisson de droite avec touches des points de couleurs primaires (rouge, bleu) et secondaires (orange et vert)
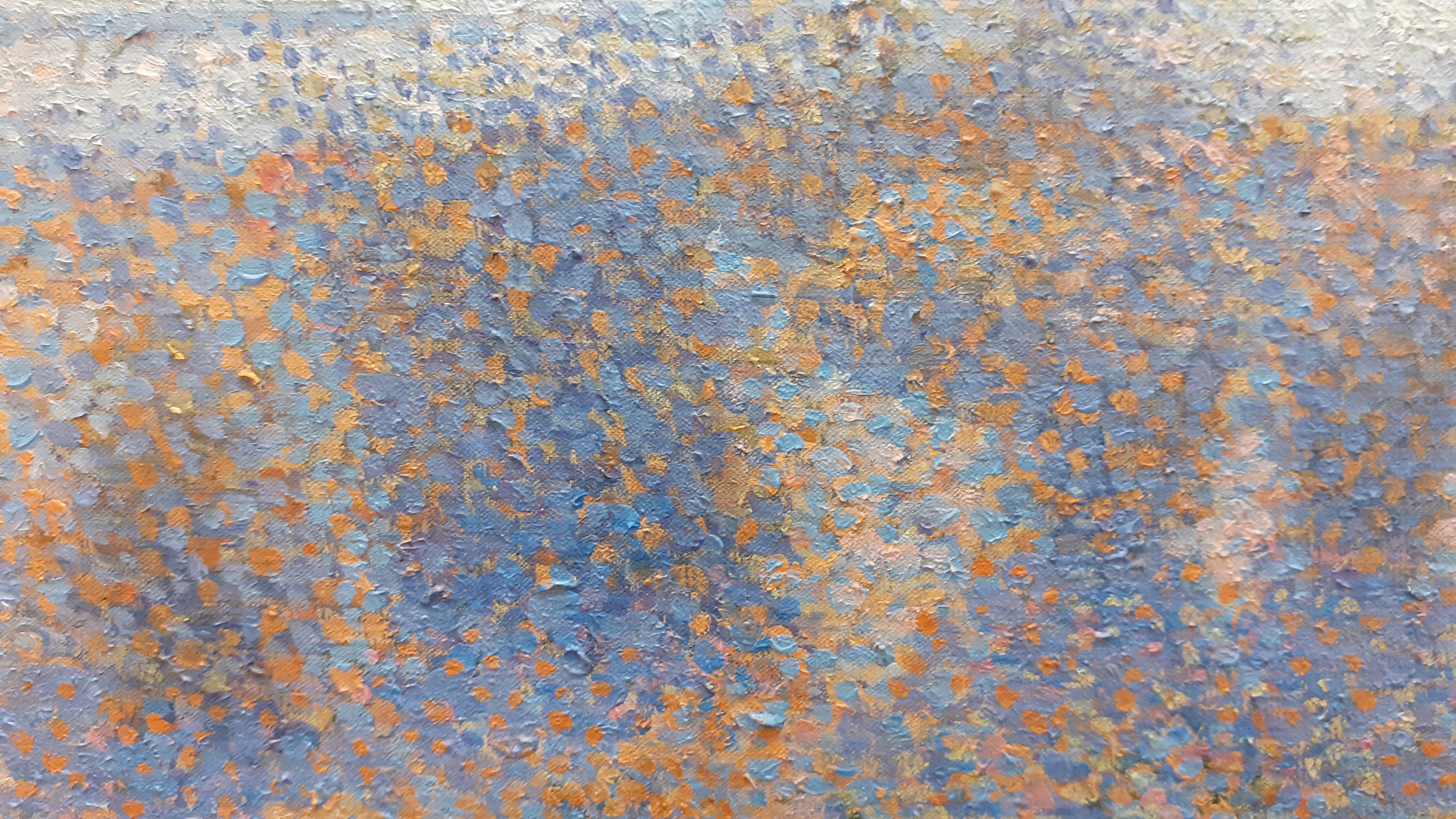
Détail des buissons de gauche, sur fond de mer, les branches sont représentées par des points bleus.

## Histoire de l'œuvre
Ce tableau fait partie de la Donation Senn de 2004, au musée d'Art moderne André-Malraux, au Havre, en Seine-Maritime où il est conservé.